# Vicente Barrantes

Vicente Barrantes

Vicente Barrantes Moreno (* 24. März 1829 in Badajoz; † 17. Oktober 1898 in Pozuelo de Alarcón, Madrid) war ein spanischer Schriftsteller.

## Leben
Vicente Barrantes studierte zuerst Theologie, wandte sich aber 1848 in Madrid ganz der literarischen Tätigkeit zu und machte sich bald durch dramatische Stücke, Romane, Novellen (darunter Siempre tarde, 1851) und zahlreiche kleinere Dichtungen, (besonders die Baladas españolas) zu einem beliebten Schriftsteller. Zugleich verfocht er in politischen Satiren und den historischen Novellen: Juan de Padillaund La viuda de Padilla seine liberalen Anschauungen und die Idee eines iberischen Einheitsstaats.
Zu Anfang der 1850er Jahre wirkte er als Hilfsbeamter im Sekretariat des Ministeriums des Innern, bis ihm seine Berufung in die Cortes 1858 ein neues Arbeitsfeld eröffnete. Ein Unfall auf einer Reise nach Cádiz rief bald darauf eine Wandlung seiner bisherigen freisinnigen Anschauungen hervor.
In den folgenden Jahren zeichnete er sich in den Cortes aus, wo er an der Seite López de Ayalas und im Sinn Cánovas del Castillo kämpfte, wirkte dann 1866–68 als Regierungssekretär auf den Philippinen und kämpfte seitdem unermüdlich auf dem Felde der Kolonialpolitik im Interesse der Kolonien.
1872 ernannte ihn die königliche Akademie zum Mitglied, zugleich ehrte ihn die Regierung durch Berufung in den Unterrichtsrat, der jedoch nach sechs Monaten wieder abgeschafft wurde.
Anschließend zog sich Barrantes ins Privatleben zurück. Im Alter von 69 starb er in Pozuelo de Alarcon (Madrid) und fand dort auch seine letzte Ruhestätte.

## Werke (Auswahl)
Lyrik
- Baladas españolas. Editorial Cuartero, Madrid 865.
- Días sin sol. Trueba, Madrid 1875.

Prosa
- Viaje electoral, hecho con la bolsa a cuestas y el cuerpo molido á palos, por Barvic a los infiernos del sufragio universal (eine politisch-satirische Novelle).
- Cuentos y leyendas.

Sachbücher
- Guerras piráticas de Filipinas contra Mindanaos y Joloanos.
- Catálogo razonado y crítico de los libros, memorias y papeles, impresos y manuscritos que tratan de las provincias de Extremadura.